# Parisfreden (1947)
Parisfreden (franska: Traité de Paris) undertecknades i Paris 10 februari 1947 efter den fredskonferens som hållits i staden från 29 juli till 15 oktober 1946. Fredsfördraget slöts mellan segrarmakterna och de mindre staterna på den förlorande sidan i det andra världskriget.
De segrande allierade staterna, av vilka de främsta utgjordes av USA, Storbritannien, Frankrike och Sovjetunionen förhandlade om fredsvillkoren med de mindre staterna från axelmakterna och de länder som varit förbundna med dem: Italien, Rumänien, Ungern, Bulgarien och Finland. Länderna fick behålla sin självständighet och de tilläts ansluta sig till Förenta nationerna.
Fredsfördraget inbegrep även krigsskadestånd, landöverlåtelser samt ansvar att upprätthålla minoritetsrättigheter. Därtill skulle Italiens koloniimperium upplösas. Gränserna mellan Ungern och Slovakien, Sovjetunionen och Rumänien, Bulgarien och Rumänien samt Finland och Sovjetunionen ändrades. För Finlands del betydde detta ett fastställande av texten från Mellanfreden i Moskva från år 1944, varigenom markområden redan överlåtits. Dessa utgjorde cirka 10 % av hela det finländska territoriet.
Förlorarstaterna fick inte bestraffa de medborgare som samarbetat med de allierade under kriget. Länderna förbands även att förhindra fascistiska och andra anti-demokratiska organisationers funktioner.

## Krigsskadestånd
Huvudartikel: Finlands krigsskadestånd
Krigsskadestånden är angivna i 1938 års penningvärde:
- Totalt $360 000 000 från Italien till:
  - $125 000 000 Jugoslavien
  - $105 000 000 Grekland
  - $100 000 000 Sovjetunionen
  - $25 000 000 Etiopien
  - $5 000 000 Albanien

- $300 000 000 från Finland till Sovjetunionen (inom 8 år från och med den 19 september 1944)

- Totalt $300 000 000 från Ungern till:
  - $200 000 000 Sovjetunionen
  - $100 000 000 Tjeckoslovakien och Jugoslavien

- $300 000 000 från Rumänien till Sovjetunionen

- Totalt $70 000 000 från Bulgarien till:
  - $45 000 000 Grekland
  - $25 000 000 Jugoslavien

- Totalt fick:
  - Sovjetunionen $725 000 000
  - Jugoslavien $200 000 000
  - Grekland $150 000 000
  - Tjeckoslovakien $100 000 000
  - Etiopien $25 000 000
  - Albanien $5 000 000

## Finlands militära begränsningar

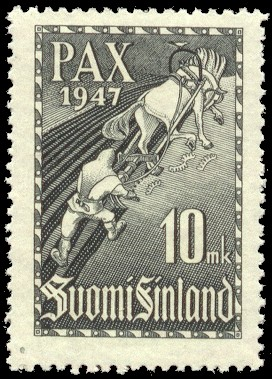
Finländskt frimärke vars motiv anspelar på Finlands läge efter Parisfreden 1947.

För Finlands del kom Parisfreden att innebära militära begränsningar, däribland i fråga om bland annat robotar, ubåtar, bombflygplan samt antalet främsta linjens jaktflygplan.
- Förbud mot offensiva vapen (bombflygplan med intern bomblast, ubåtar)
- Begränsning av antalet jaktflygplan i främsta linjen till 60
- Förbud mot anskaffning av tysktillverkad krigsmateriel
- Förbud mot självstyrande vapen och atomvapen
- Begränsning av militärens storlek:
  - Armén: 34 400 man (även inräknat gränsbevakningen och luftvärnet)
  - Flottan: 4 500 man och fartyg till ett sammanlagt tonnage på 10 000 ton
  - Flygvapnet: 3 000 man och 60 jaktflygplan

Finland följde dessa regler, men med tiden luckrades vissa regler upp eller som resultat av förhandlingar. Bland annat tilläts "defensiva robotvapen" under 1960-talet. Andra regler efterföljdes inte alls, Finland köpte bland annat bombflygplan som formellt kategoriserades som målbogseringsflygplan, så kallade "övningsflygplan utan operativt värde" som också kunde användas för lätta attackuppgifter (Fouga Magister, Hawk), torpeder med mera. Efter Revolutionerna i Östeuropa 1989 dikterade Finlands dåvarande president Mauno Koivisto slutligen den 21 september 1990 en kungörelse till statsrådets protokoll att Finland inte längre ansåg sig bundet av fredsavtalets begränsningar.